# SpiceJet
स्पाइस जेट

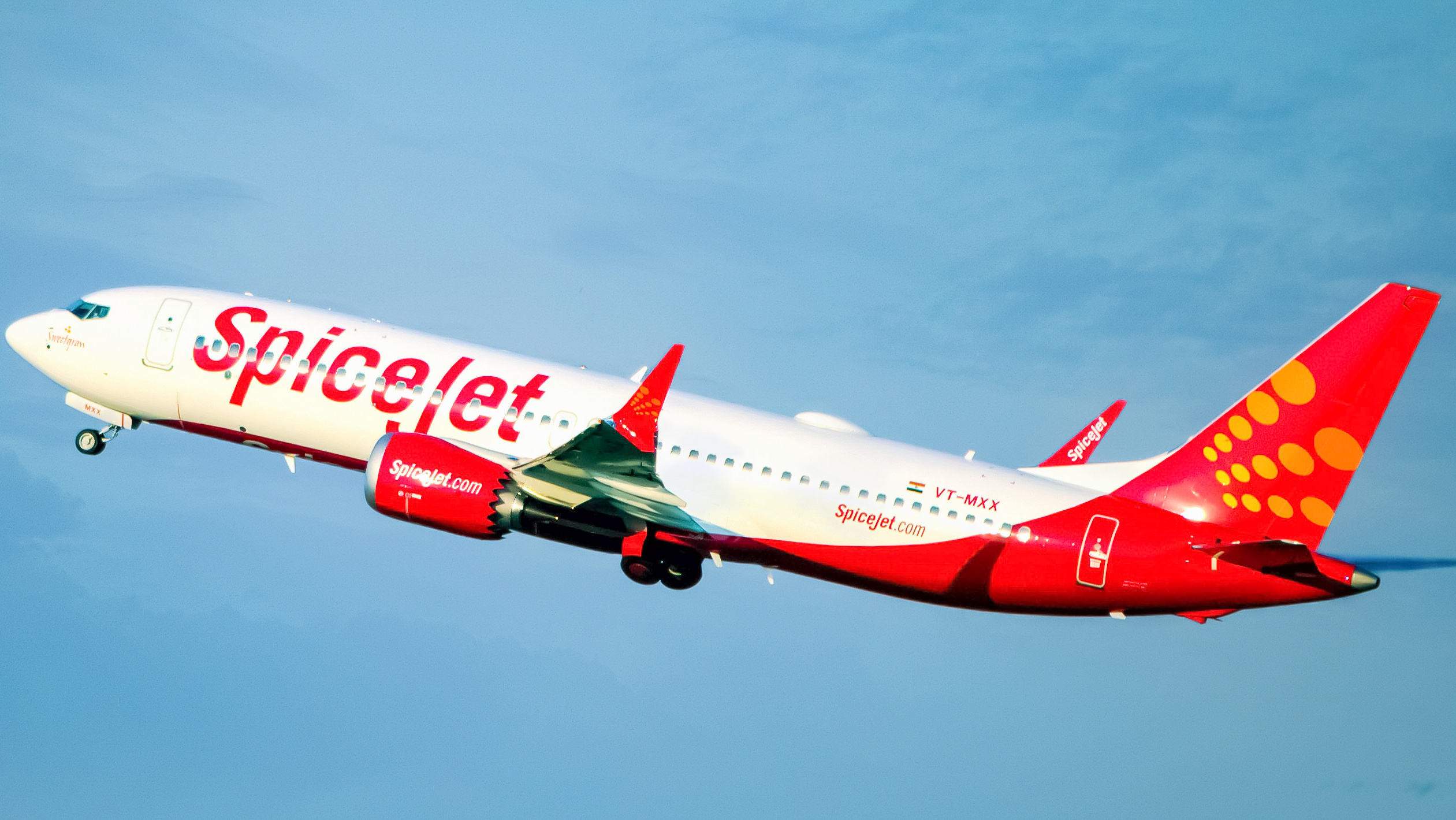
Un Boeing 737 MAX 8 de SpiceJet

SpiceJet (code IATA : SG • code OACI : SEJ) est une compagnie aérienne à bas prix indienne dont le siège est à Gurgaon. C'est la deuxième compagnie indienne par le nombre de passagers intérieurs transportés avec 15,3 % de part de marché. La compagnie aérienne assure actuellement 630 vols quotidiens vers 65 destinations dont 56 indiennes et 9 internationales.

## Histoire
Les origines de SpiceJet remontent au mois de février 1993 quand ModiLuft a été lancé par l'industriel indien S K Modi, en partenariat technique avec la compagnie aérienne allemande Lufthansa. La compagnie a cessé ses activités en 1996. 
En 2004, Ajay Singh collecte les fonds pour faire renaître ModiLuft sous le nom de SpiceJet sur le modèle de compagnies aériennes à bas prix. SpiceJet prend en leasing trois Boeing 737-800 et assure son premier vol commercial entre Delhi et Bombay le 24 mai 2005. La société croit rapidement en prenant la 3e part du marché des compagnies aériennes à bas prix en Inde en 2008. 
En 2012, SpiceJet traverse des turbulences sur le plan économique, enchaînant des déficits importants, ainsi que des problèmes de paiement de ses charges ou salaires. SpiceJet se tourne dès lors vers de nouveaux investisseurs ou partenariats commerciaux avec d’autres compagnies aériennes, comme Tigerair. Ces actions lui permettent de redevenir profitable. En janvier 2015, le groupe Sun vend la totalité de ses parts au fondateur de la compagnie Ajay Singh. 

## Destinations

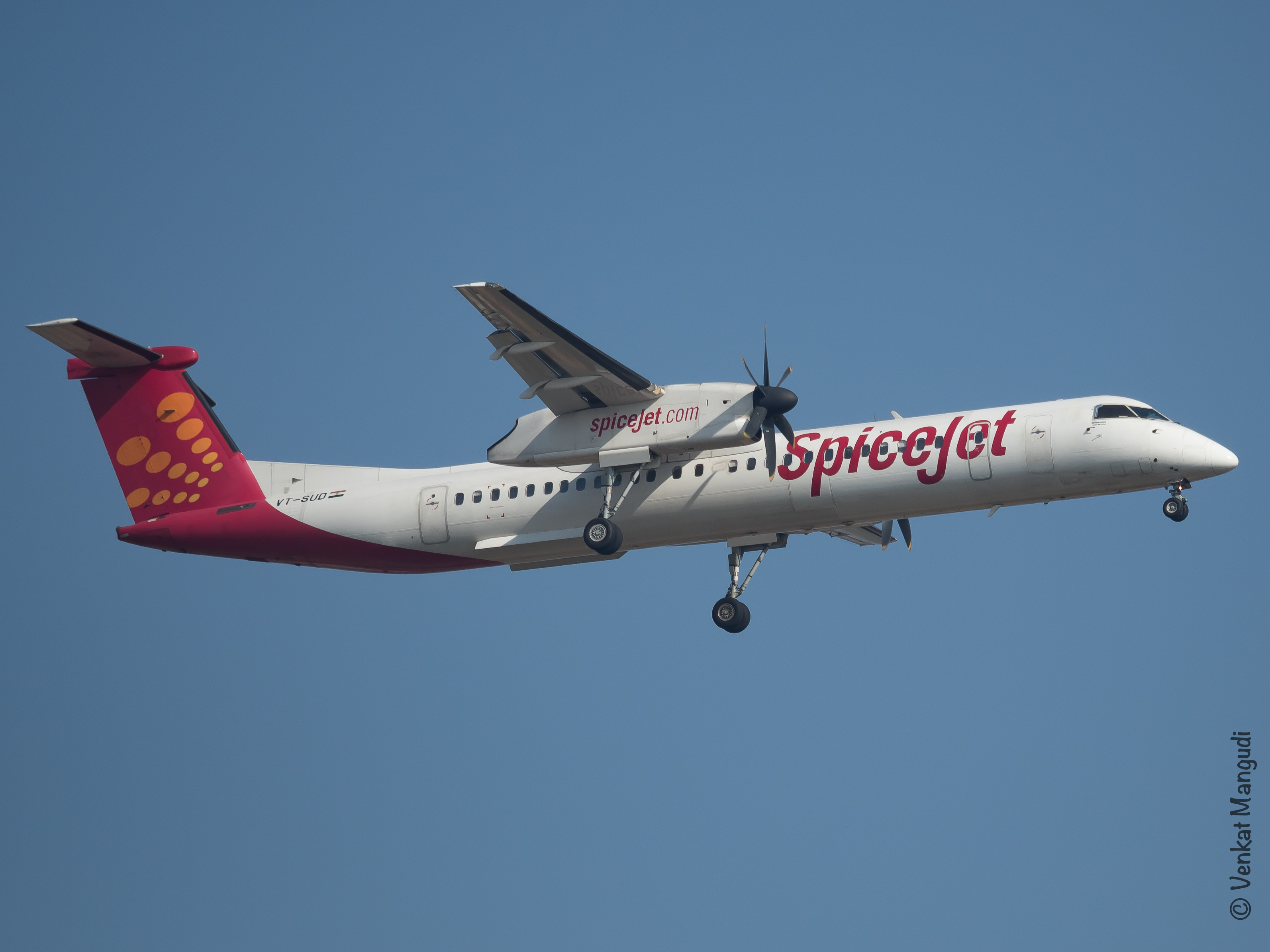
Un Dash 8-Q400 de SpiceJet immatriculé VT-SUD à l'aéroport de Bangalore (Kempegowda) en 2016

Après 5 ans d'activité, SpiceJet a été autorisé à voler à l'international par l'Autorité des Aéroports de l'Inde le 7 septembre 2010. SpiceJet a lancé des vols au départ de Delhi vers Katmandou et de Chennai vers Colombo. Le premier vol international a été effectué le 7 octobre 2010 depuis Delhi. Le 6 mars 2017, la compagnie annonce le lancement d'une liaison entre Delhi et Bangkok.
Au 10 avril 2020, SpiceJet dessert les destinations suivantes :

## Flotte

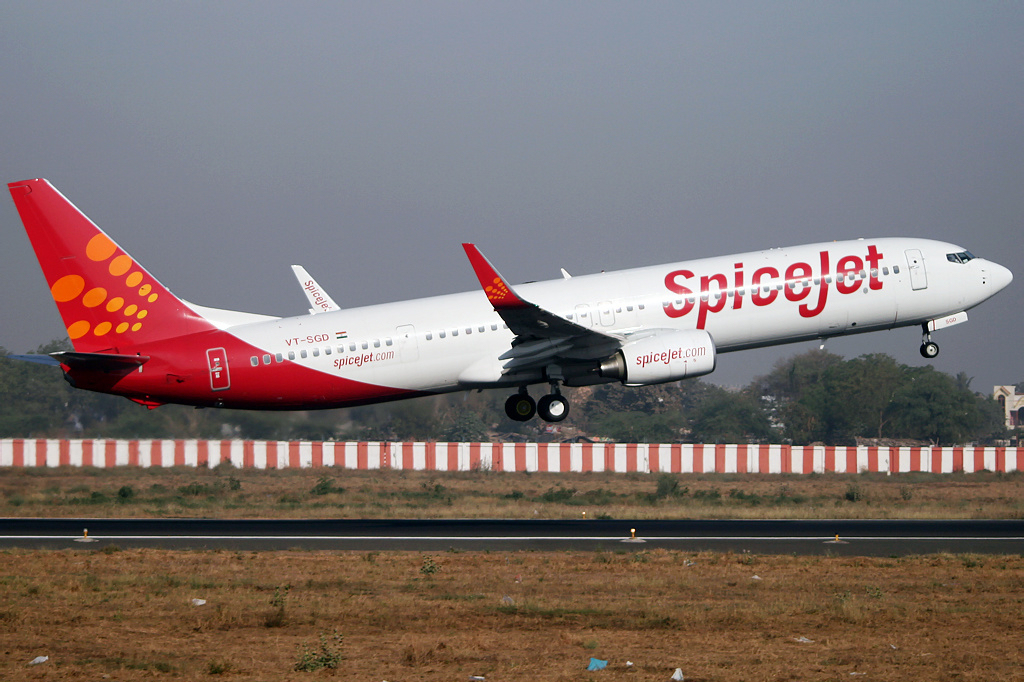
SpiceJet Boeing 737-900ER décollant de l'Aéroport international Sardar Vallabhbhai Patel d'Ahmedabad

En décembre 2024, 119 appareils sont en service au sein de la flotte de SpiceJet, y compris sa filiale SpiceXpress.